# (30934) Bakerhansen
(30934) Bakerhansen (1993 WH) – planetoida z grupy pasa głównego asteroid okrążająca Słońce w ciągu 2,61 lat w średniej odległości 1,89 j.a. Odkryta 16 listopada 1993 roku.